# O Julissi
Chansons représentant la Belgique au Concours Eurovision de la chanson
Love Power
(2007) Copycat
(2009)
O Julissi Na Jalini, abrégé O Julissi à l'Eurovision, est une chanson du groupe Ishtar parue sur l'album O Julissi et sortie en single le 14 mars 2008.
C'est la chanson représentant la Belgique au Concours Eurovision de la chanson 2008.

## À l'Eurovision

### Sélection
La chanson O Julissi interprétée par Ishtar est sélectionnée le 9 mars 2008 par le radiodiffuseur flamand VRT lors de l'émission Eurosong 2008, pour représenter la Belgique au Concours Eurovision de la chanson 2008 les 20 et 24 mai à Belgrade, en Serbie.

### À Belgrade
Elle est intégralement interprétée dans une langue imaginaire, et non dans une des langues nationales de la Belgique, le choix de la langue étant libre depuis 1999. C'est la deuxième fois que la chanson de la Belgique à l'Eurovision est interprétée dans une langue imaginaire, suivant Sanomi d'Urban Trad en 2003.
O Julissi est la sixième chanson interprétée lors de la 1re demi-finale, suivant Complice de Miodio pour Saint-Marin et précédant Day After Day d'Elnur et Samir (en) pour l'Azerbaïdjan.
À la fin du vote, O Julissi obtient 16 points et termine 17e sur 19 chansons,. N'ayant pas terminé parmi les premières neuf places de la demi-finale ou été choisie par le jury, la chanson belge ne se qualifie pas pour la finale.

## Liste des titres
Toutes les chansons sont écrites et composées par Michel Vangheluwe.
| 1. | O Julissi Na Jalini | 2:34 |
| 2. | Come All Ye Fair    | 2:38 |

## Accueil commercial
En Belgique flamande, O Julissi s'est classé durant 13 semaines dans l'Ultratop 50 Singles, entrant directement en 7e position le 22 mars avant d'atteindre la 1re position pendant deux semaines consécutives les 29 mars et 5 avril 2008.
La chanson ne s'est pas classée du côté wallon.

## Classements
| Classement (2008)                      | Meilleure position |
| -------------------------------------- | ------------------ |
| Belgique (Flandre Ultratop 50 Singles) | 1                  |

| Classement (2008)           | Position |
| --------------------------- | -------- |
| Belgique (Flandre Ultratop) | 31       |

## Historique de sortie
| Pays     | Date         | Format    | Label |
| -------- | ------------ | --------- | ----- |
| Belgique | 14 mars 2008 | CD single | UMG   |